# Nellieburg
Nellieburg es un lugar designado por el censo del Condado de Lauderdale, Misisipi, Estados Unidos. Según el censo de 2000 tenía una población de 1.354 habitantes y una densidad de población de 40.1 hab/km².

## Demografía
Según el censo de 2000, había 1.354 personas, 561 hogares y 407 familias residiendo en la localidad. La densidad de población era de 40,1 hab./km². Había 580 viviendas con una densidad media de 17,2 viviendas/km². El 84,19% de los habitantes eran blancos, el 13,74% afroamericanos, el 0,15% amerindios, el 0,96% asiáticos, el 0,74% de otras razas y el 0,22% pertenecía a dos o más razas. El 1,03% de la población eran hispanos o latinos de cualquier raza.
Según el censo, de los 561 hogares en el 29,8% había menores de 18 años, el 61,3% pertenecía a parejas casadas, el 8,4% tenía a una mujer como cabeza de familia y el 27,3% no eran familias. El 23,5% de los hogares estaba compuesto por un único individuo y el 9,3% pertenecía a alguien mayor de 65 años viviendo solo. El tamaño promedio de los hogares era de 2,41 personas y el de las familias de 2,86.
La población estaba distribuida en un 21,9% de habitantes menores de 18 años, un 8,3% entre 18 y 24 años, un 26,2% de 25 a 44, un 29,2% de 45 a 64 y un 14,3% de 65 años o mayores. La media de edad era 41 años. Por cada 100 mujeres había 99,7 hombres. Por cada 100 mujeres de 18 años o más, había 98,9 hombres.
Los ingresos medios por hogar en la localidad eran de 38.553 dólares ($) y los ingresos medios por familia eran 48.816 $. Los hombres tenían unos ingresos medios de 35.479 $ frente a los 30.972 $ para las mujeres. La renta per cápita para la ciudad era de 18.266 $. El 14,1% de la población y el 11,4% de las familias estaban por debajo del umbral de pobreza. El 29,4% de los menores de 18 años y el 3,8% de los habitantes de 65 años o más vivían por debajo del umbral de pobreza.

## Geografía
Según la Oficina del Censo de los Estados Unidos, Nellieburg tiene un área total de 33,9 km² de los cuales 33,7 km² corresponden a tierra firme y 0,1 km² a agua. El porcentaje total de superficie con agua es 0,31%.